# Astropecten americanus
Astropecten americanus is een kamster uit de familie Astropectinidae.
De wetenschappelijke naam van de soort werd in 1880 gepubliceerd door Addison Emery Verrill.